# Schauspieler
Als Schauspieler, Mimen oder schauspielende Personen werden Akteure bezeichnet, die bestimmte künstlerische und kulturelle Praktiken beherrschen und mit Sprache, Mimik und Gestik eine Rolle verkörpern oder als (Kunst-)Figur mit dem Publikum interagieren. Dazu gezählt werden auch Personen, die beruflich oder als Laien in Theater (Theaterschauspieler, Bühnenschauspieler), Film (Filmschauspieler) oder Fernsehen (Fernsehschauspieler) unter Anweisungen (Drehbuch, Regieanweisung) oder improvisierend in ihrer spezifischen Form der darstellenden Kunst tätig sind.

## Definition
Der Dramatiker und Kritiker Eric Bentley definierte Schauspiel als: A verkörpert B, während C zuschaut. Bentleys Definition macht deutlich, dass die Darstellung durch den Schauspieler viel mit der Vorstellungskraft des Zuschauers zu tun hat. Erst in der Wahrnehmung des Zuschauers kann ein Bild der dargestellten Person entstehen.
Gleichzeitig abstrahiert Bentleys Definition von allen historischen oder kulturellen Besonderheiten, die spezifische Formen der Schauspielerei, künstlerische Konventionen des Theaters bzw. Films usw. kennzeichnen. Demnach ist es für einen Schauspieler nicht zwingend, dass er seiner Tätigkeit regelmäßig oder professionell nachgeht, dass er die Darstellung einübt oder systematisch erlernt, dass er sich nach einer vorher festgelegten Anweisung richtet (er kann auch improvisieren oder extemporieren) oder das Schauspielen nur an dafür speziell eingerichteten Orten ausübt.

## Geschichte
Die Ursprünge schauspielerischer Aktivitäten lassen sich zeitlich nicht auf ein bestimmtes Datum festlegen, bei Ausgrabungen stieß man jedoch auf prähistorische Masken und bildliche Darstellungen von maskierten Menschen, die auf Vorgänge des Überkleidens, Verkörperns und Verwandelns hindeuten. Die Ethnologie hat schauspielerisches Verkörpern und Masken bei allen indigenen Völkern beobachtet. Frühe idealistische Auffassungen führten Schauspielerei allgemein auf einen „mimetischen Urtrieb“ und eine angeborene Lust am Nachahmen zurück. Die heutige Forschung geht davon aus, dass der Ursprung schauspielerischer Betätigung in Riten liegt, mit denen die vorgeschichtlichen Menschen überlebenswichtige Handlungen (z. B. bei der Jagd) und erwünschte soziale Verhaltensweisen nachahmend einübten oder als unbeherrschbar erlebte Naturkräfte durch Verkörperungen (Dämonen, Götter) zu beschwören versuchten. Auch Fundstücke wie Masken und Zeichnungen sowie ethnologische Beobachtungen weisen auf Zusammenhänge zu Tieren bzw. essentiellen Naturvorgängen (Sonnenlauf, Niederschlag, Fruchtbarkeit usw.) hin. Auf dieser Grundlage lässt sich Schauspielen als eine anthropologische Grundkonstante begreifen.
Spezialisierte oder (semi)professionelle Schauspieler gibt es in Europa seit der Antike (siehe Theater der griechischen Antike, Theater der römischen Antike; Mime stammt von altgriechisch μῖμος mīmos „Nachahmer, Schauspieler“); die Nähe zur vorhellenischen Praxis wird in der frühen Antike noch dadurch deutlich, dass die Schauspieler in der Regel Masken tragen. Diese (vor)berufliche Tradition findet im europäischen Mittelalter und in der Frühneuzeit vor allem deshalb keine Fortsetzung, weil das Theater – der Hauptort schauspielerischer Betätigung – durch die Kirche streng geächtet ist; schauspielerische Betätigung ist allenfalls als Possenreißen und Nebenbeschäftigung von Gauklern denkbar, die als Vaganten (Fahrendes Volk) die Jahrmärkte bereisen und so einen niedrigen sozialen Status innehaben. Zur Zeit der Säkularisierung waren spezialisierte Schauspieler zunächst in den adeligen Hoftheatern und Opern sowie in den bürgerlichen Theatern Englands (Elisabethanisches Theater) und Italiens (Commedia dell’arte) tätig. Das Hoftheater mit seiner vorwiegend auf Repräsentation, Festlichkeit und Erhabenheit zielenden Kultur verlangte noch nach einem präsentierenden und vortragenden Schauspielertyp. Durch modernere Theaterpraktiker wie Gotthold Ephraim Lessing und die Dramatiker der Weimarer Klassik entstand ein neues Verständnis der Schauspielerei und die Forderung nach empfindsamer Natürlichkeit der Charaktere und nach innerer Motivation der Handlung.
Die Ächtung durch die Kirche ging z. B. so weit, dass zu Zeiten Voltaires die Schauspielerin Adrienne Lecouvreur, während sie im Sterben lag, ihrem Schauspielerberuf nicht abgeschworen hatte. Der Pfarrer verbot ihre Bestattung in geweihter Erde; ihre sterblichen Überreste wurden an der Uferböschung der Seine verscharrt. Ähnlich erging es Moliere, der jedoch eine halbwegs ehrbare Bestattung auf einem kirchlichen Friedhof erhielt.
Somit liegen die Anfänge berufsmäßig betriebener Schauspielkunst in der doppelten Genese von Theater als Kunst in der frühen Neuzeit begründet. Neben einem akademisch-dilettantischen Kunsttheater bildete sich hier eine professionelle Theaterkunst heraus, die von Berufsschauspielern (italienisch comici) ausgeübt wurde. Ihre unmittelbaren Vorgänger, reisende mittelalterliche Akteure (gemeinhin als Vaganten bezeichnet und herabwürdigend dem sogenannten „Fahrenden Volk“ hinzugezählt), übten die Schauspielerei noch nicht als zentrale Tätigkeit aus. Auch die Hofschauspieler waren als Staatsbedienstete keine Berufsschauspieler im modernen Sinn. Frauen wurde aus religiösen und gesellschaftlichen Gründen offiziell über lange Zeit der Zugang zum Schauspielberuf verwehrt; zahlreiche Quellen belegen jedoch auch Berufsschauspielerinnen in der Commedia all'improvviso, wie etwa die Schauspielerin Isabella Andreini, die seit 1576 Mitglied der Compagnia dei Comici Gelosi war. Während die Tradition der Commedia all'improvviso im Zuge aufklärerischer Bestrebungen eines Reformtheaters sukzessive verdrängt wurde, brachte das 18. Jahrhundert eine Auffassung vom Schauspieler hervor, die im Grunde bis heute Bestand hat: die des Schauspielers als Menschendarsteller. Erst in dieser Zeit, genaugenommen durch Goldoni entstand die abwertend gemeinte Bezeichnung Commedia dell'Arte, die noch heute am geläufigsten ist.
Die heutige Vorstellung, wonach ein Schauspieler die umfassende Illusion einer anderen Person erzeugen, sich „einfühlen“ und „nicht aus der Rolle fallen“ soll, wird im 19. und frühen 20. Jahrhundert durch den schauspielerischen Naturalismus und das Aufkommen des Films weiter ausgebaut. Die steigenden Ansprüche an Schauspieler führen u. a. zur verstärkten Bedeutung der Schauspielerausbildung, insbesondere von Schauspielschulen. Ab Mitte des 20. Jahrhunderts wurde die „klassische“ Auffassung von schauspielerischer Tätigkeit und Fähigkeit wieder in Frage gestellt, da Film, Radio und Fernsehen neue Anforderungen an Schauspieler stellen (siehe Filmschauspieler). Die Auffächerung der Genres (z. B. Musicals) und die zunehmende Verschmelzung der verschiedenen Medien erhöhte die Ansprüche an Schauspieler. Die Vorstellung von kompletter Einfühlung und perfekt illusionistischem Spiel wurde auch programmatisch in Frage gestellt. Eine Reihe von Theaterpraktikern und -theoretikern, z. B. Brecht, forderten, dass Schauspieler sichtbare Distanz zu ihrer Rolle einnehmen, eine Person eher vorzeigen als imitieren und ihren eigenen Standpunkt gegenüber der Figur verdeutlichen sollen. Als Mittel schlugen sie vor, historische Schauspieltraditionen (z. B. das Tragen von Masken), aber auch Praktiken des außereuropäischen (oft des fernöstlichen) Theaters anzuwenden.

## Anforderungen
Von Schauspielern verlangt man für gewöhnlich, dass sie möglichst nahtlos in ihrer Rolle aufgehen. Handlungsweise, Motivation und innere Verfassung der Rollenfigur sollen glaubwürdig dargestellt werden und somit die Illusion erzeugen, die verkörperte Person sei tatsächlich anwesend. Die Schauspielerei ist daher oft mit hohen mentalen, intellektuellen und körperlichen Anforderungen verbunden. Wichtig ist die Fähigkeit, die eigene mentale und emotionale Verfassung zu beherrschen, um eventuell abweichende Charakterzüge, Gemütslagen und Stimmungen der Rollenfigur zum Ausdruck zu bringen. Zudem muss sich der Schauspieler die sprachlichen, stimmlichen und körperlichen Ausdrucksmittel der Rolle so zu eigen machen, dass die eigenen „natürlichen“ Ausdrucksmöglichkeiten dahinter zurücktreten.
Aufgrund dieser emotionalen Flexibilität neigen einige Forscher zu der Auffassung, dass Schauspieler gleichsam „nicht zu Ende sozialisierte“ Individuen seien, die eine dynamische Persönlichkeitsstruktur beibehalten. Andere sehen im Schauspieler eher einen „übersozialisierten“ Menschen, der seine Selbst- und Triebbeherrschung so stark internalisiert hat, dass er fast beliebig über seine Emotionen und Äußerungen verfügen kann. Unter diesem Blickwinkel betrachten manche Autoren den Schauspieler als zugespitztes Modell des entfremdeten Menschen.
Schauspielerei beinhaltet eine intensive Auseinandersetzung mit der darzustellenden Figur, was ein fundiertes Verständnis des gesamten Handlungszusammenhangs voraussetzt. Dazu zählt oft auch Wissen über historische Hintergründe, Umgangsformen der Zeit oder Region, literarische Konventionen sowie Sprech- und Dialektvarianten.
Da Schauspielerei üblicherweise in Zusammenarbeit mit anderen Schauspielern und anderem Personal (Regisseure und Produzenten, Bühnen-, Szenen-, Kostüm- und Maskenbildner, Licht- und Tontechniker, Kameraleute, Inspizienten, Souffleusen, Bühnenarbeiter) ausgeübt wird, muss ein Schauspieler in der Regel auch über soziale Kompetenzen verfügen. Dazu gehört, die Präsenz und Bedeutung der eigenen Rolle zu respektieren und sich nicht unangemessen in den Vordergrund zu spielen (in der Theatersprache: eine „Rampensau“ zu werden); oder Kollegialität zu wahren und den sozialen Zusammenhalt eines Ensembles nicht zu gefährden, wenn man sich etwa mit einer als zu klein empfundenen Rolle abgespeist fühlt.
Körperliche Belastungen bestehen beispielsweise, wenn die Rolle Akrobatik, Kämpfen, Reiten oder Tanzen verlangt oder wenn bei einem Außendreh im Film ungünstige Witterungsbedingungen herrschen. Besonders beansprucht werden generell die Atem- und die Sprechorgane.

## Schauspieltechniken

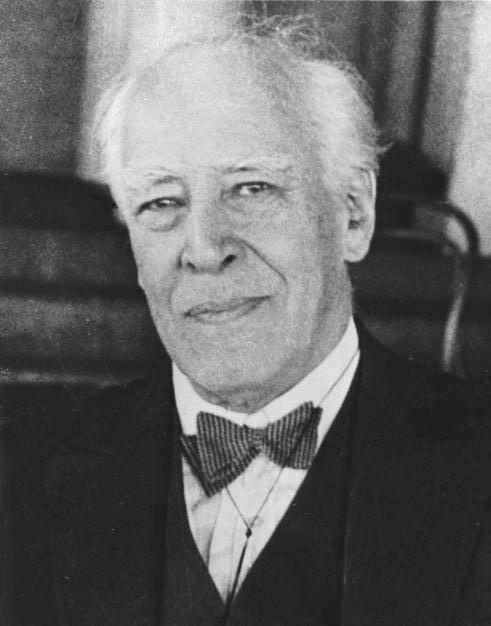
Konstantin Sergejewitsch Stanislawski

Bei der heutzutage vermittelten Schauspieltechnik existieren grundsätzlich zwei verschiedene Ansätze, die naturalistische „Identifikations“-Position (englisch Representation) und die illusionistische „Distanz“-Position (englisch Presentation).
Durch die „Identifikation“ fühlt sich der Schauspieler in die Rolle ein, verschmilzt mit den Eigenschaften der Rollenfigur und „vergisst“ dabei seine eigene Identität temporär. Durch die „Distanz“-Position geht er möglichst planmäßig und kalkuliert „mit klarem Kopf“ vor, um die für die Darstellung jeweils erforderlichen Ausdrucksformen willensgesteuert an sich hervorzurufen.
Einer der einflussreichsten und meistrezipierten Schauspiel-Methodiker, Konstantin Stanislawski, wird der „Identifikations“-Schule zugerechnet, dennoch basiert seine Methode auf einem hochgradig systematischen und analytischen System. Viele einflussreiche Methoden jüngerer Zeit, beispielsweise Lee Strasbergs „Method Acting“ oder Sanford Meisners „Meisner-Technik“, sind eine Weiterentwicklung von Stanislawskis Ansätzen.
Als wichtige Vertreter der illusionistischen Schauspielmethode gelten die aus dem elisabethanischen Theater hervorgehende englische Theaterausbildung (z. B. Bristol Old Vic, Central School of Speech and Drama, Royal Academy of Dramatic Art) sowie die Techniken von Wsewolod Meyerhold, Erwin Piscator und Bertolt Brecht.

## Ausbildung und Beruf
Die Berufsbezeichnung „Schauspieler“ ist nicht geschützt, somit darf sich jeder als Schauspieler bezeichnen. Tatsächlich wird die Schauspielerei von vielen Menschen vorübergehend (z. B. als Mitglied einer Schultheatergruppe) oder nur zu spezifischen Gelegenheiten (z. B. bei einem Familienfest) ausgeübt, andere betätigen sich ständig, aber nicht-professionell (z. B. als Mitglied eines Amateurtheaters). Andere sind als Laiendarsteller (Komparsen) in Theater-, Opern-, Film- oder Fernsehproduktionen tätig.
Die Ausbildung zum Schauspieler ist nicht gesetzlich geregelt. Zunächst gibt es die Möglichkeit einer Ausbildung im Rahmen eines Studiums an einer der staatlichen Hochschulen, die den Studiengang Schauspiel anbieten (umgangssprachlich Schauspielschule genannt) und mit einem akademischen Grad wie Diplom-Schauspieler (Dipl.-Schau.) oder Bachelor-/ Master-∼ abschließen. Um als Schauspieler arbeiten zu können, kann es unter Umständen ausreichen, sich autodidaktisch auszubilden oder an Kursen und Workshops teilzunehmen. Auch privater Schauspielunterricht oder private Schauspielschulen sind mögliche Ausbildungsgänge. Eine Reihe privater Schauspielschulen verfügen über staatliche Anerkennung und sind damit wie auch die öffentlichen Schauspielschulen und staatlichen Hochschulen berechtigt, offizielle Abschlüsse zu erteilen.
Die Voraussetzungen für die Annahme an einer staatlichen oder privaten Schauspielschule ist im Kern bei jeder Schule gleich. Allerdings gibt es individuelle Unterschiede, die jede Schule selbst festgelegt hat. Daher soll man für genauere Informationen immer auf die Websites von den Schauspielschulen schauen. Grundsätzlich ist es so, dass der Bewerber zwei Rollen, meistens Monologe aus einem Theaterstück, vorbereiten soll. Die beiden Rollen sollen sich voneinander unterscheiden. Daher wollen die Prüfer eine Figur aus einem klassischen Theater und eine aus einem modernen Theater sehen. Aber auch da ist es wichtig, dass die Figuren sich unterscheiden. Denn unterschiedliche Stücke können trotzdem ähnliche Charaktere aufweisen. Außerdem ist es sehr wertvoll und essenziell, wenn die Schule unterschiedliche Facetten des Bewerbers sieht. Bei privaten Schauspielschulen besteht die Aufnahmeprüfung oft nur aus einer Runde. Die Prüfung kann man durch eine Teilnahme an einem Schauspielworkshop ersetzen. Etwas anders ist es bei den staatlichen Schauspielschulen. Dort gibt es mindestens zwei Bewerbungsrunden, manchmal sogar drei oder vier. Auch bei den vorbereitenden Monologen müssen es manchmal drei sein. Zusätzlich zu den Monologen wird oft ein Lied oder Gedicht erwartet. Selbstgeschriebene Texte oder Songs sind nicht gerne gesehen. Man darf sich auch selbst mit einem Musikinstrument begleiten.
Weil der Zugang zum Beruf „Schauspieler“ nicht einheitlich geregelt ist, es keinen rechtlichen Schutz gibt und zudem viele auch hauptberufliche Schauspieler nur befristet arbeiten, lässt sich die Anzahl der tatsächlichen Berufsschauspieler in Deutschland nur schwer ermitteln. Zählungen bzw. Schätzungen variieren je nachdem, ob nur hauptberufliche oder auch nebenberufliche oder nur abhängig beschäftigte oder auch selbständige Schauspieler einbezogen werden. Grobe Schätzungen gehen von etwa 25.000 Personen aus, die in Deutschland ihren Lebensunterhalt hauptsächlich durch Schauspielerei verdienen. Allerdings unterscheidet man hier die an Theatern festangestellten Schauspieler von den selbständigen Schauspielern auf dem „freien Markt“, von denen sich nach einigen Quellenangaben nur zwei bis fünf Prozent finanziell über Wasser halten können, ohne einen Nebenjob annehmen zu müssen.

## Arbeitsmarkt und soziale Sicherung
Die Arbeitsmarktlage für Schauspieler ist vergleichsweise schlecht. Da die Berufsbezeichnung „Schauspieler“ nicht geschützt ist, können sich Personen mit unterschiedlichsten Ausbildungswegen und Berufserfahrungen um Engagements bewerben, was zu einem großen Überangebot an Bewerbern führen kann. Die Ungeregeltheit bewirkt auch, dass keine verlässlichen Angaben über die Arbeitslosigkeit vorliegen: Die amtliche Statistik bezieht sich nur auf die sozialversicherungspflichtig Beschäftigten (nicht auf die Freiberufler/Selbständigen) und weist nur die arbeitslos gemeldeten Schauspieler aus. Dennoch macht eine Arbeitslosenquote von fast 22 Prozent (2006) deutlich, dass unter den rund 20.000 registrierten darstellenden Künstlern (so die Kategorie der Statistik, darin sind unter anderem auch Tänzer, Sänger und Regisseure enthalten) hohe Beschäftigungslosigkeit herrscht.
Schauspielerinnen und ältere Schauspieler sind besonders häufig von Arbeitslosigkeit betroffen. Dies hängt damit zusammen, dass viele traditionelle Theaterstücke Männer und jüngere Menschen favorisieren und es leichter ist, einen jüngeren Schauspieler „älter“ zu machen als umgekehrt. In Film und Fernsehen werden zudem viele Formate mit fast ausschließlich jungen Darstellern produziert. Die Arbeitslosenstatistik nimmt bei den über 50-Jährigen wieder ab, was allerdings auch darauf hinweisen kann, dass sich ältere erfolglose Schauspieler anderen Erwerbsquellen zuwenden.
Schauspieler bewerben sich entweder direkt bei Theatern und Medienunternehmen, über die „ZAV Künstlervermittlung“, durch private Arbeitsvermittler oder über ihre spezialisierte Schauspieleragentur, die sie in Fragen der Vermittlung, Gagenverhandlung und in Rechtsfragen sowie Karriereberatung vertritt und somit die breite Spanne des Managements übernimmt. Rollen in Film- und Fernsehproduktionen, insbesondere Nebenrollen, werden üblicherweise über ein Auswahlverfahren, das sogenannte Casting, vergeben. Bei Bewerbungen an Theatern ist dies das Vorsprechen, beim Musical die Audition.
Für Schauspieler mit einem festen Engagement werden Beschäftigungsbedingungen und Gagen in der Regel frei ausgehandelt, teilweise gelten auch Tarifverträge: Der „Normalvertrag Bühne“ (NV Bühne), vereinbart zwischen dem Deutschen Bühnenverein und der Genossenschaft Deutscher Bühnenangehöriger, wird bei städtischen, Staats- und Landestheatern angewendet; privatwirtschaftliche Fernseh- und Filmproduktionsfirmen, die einem Arbeitgeberverband angehören, unterliegen dem „Tarifvertrag für Film- und Fernsehschaffende“. Gemäß dem „NV Bühne“ erhält ein Berufsanfänger/Absolvent einer Schauspielschule im ersten Festengagement am Theater bundesweit tariflich 2000 Euro brutto pro Monat.
Wie bei anderen Künstlerberufen gibt es auch bei Schauspielern verhältnismäßig hohe Einkommensunterschiede. Prominente Darsteller, die „Stars“, erzielen hohe bis sehr hohe Einkommen; regelmäßig engagierte Schauspieler bei öffentlichen Theatern haben ein mittleres Einkommen, während ein großer Teil der Schauspieler häufig nur über ein unterdurchschnittliches und unregelmäßiges Einkommen verfügt.
Durch natürliche Befristungen der schauspielerischen Tätigkeit (Spielzeiten im Theater, Engagement für einen einzelnen Film, Laufzeit einer Fernsehserie) müssen sich auch viele erfolgreiche Schauspieler kontinuierlich um neue Engagements bemühen, was die Arbeitsmarktlage für Schauspieler weiterhin erschwert.
1983 wurde die Künstlersozialversicherung als Alterssicherung für Schauspieler eingeführt. Sie beinhaltet Renten-, Kranken- und Pflegeversicherung. Die Versicherten haben lediglich den Arbeitnehmeranteil des Beitrags zu entrichten. Da die Versicherungspflicht nicht alle schauspielerisch Tätigen betrifft und Beiträge nur für tatsächliche Beschäftigungszeiten angerechnet werden, ist die Altersversorgung für viele Schauspieler jedoch oft nicht ausreichend.

## Der Schauspielerberuf als Thema in der Literatur
Der Schauspielerberuf ist ein immer wiederkehrendes Thema in der Literatur und auch in anderen Medien. Ein heute nur noch wenig bekanntes, aber einschlägiges Beispiel ist der 1868 erschienene Erstlingsroman Das Fischermädchen des späteren norwegischen Literaturnobelpreisträgers Bjørnstjerne Bjørnson.
Unter den Persönlichkeitsbegriffen des 19. Jahrhunderts galten berühmte Schauspieler als „große Persönlichkeiten“, die ihre außergewöhnlichen Emotionen kunstvoll zur Schau stellten.